# 残響
残響（ざんきょう、英: reverberation）は、音源が発音を停止した後も音が響いて聞こえる現象のことである。

## 概要
残響は殆んどどんな場所でも生じている。普段は全く意識しないが、残響を限界まで小さくした無響室に入ると残響が全くないため大きな違和感を覚える。もっとも、残響を意識しない能力は後天的に身につくものらしく、新生児は直接音と反射音を区別できず、世界を「残響のシャワー」のように知覚している可能性が実験によって指摘されている。
反響は、原理的には残響と同じであり、反響が連続的、また繰り返し生じた結果が残響と使い分ける。
劇場や音楽ホールを設計する際には、残響時間は大きな考慮点になる。

## 残響の構造
室内における残響は次の2つの部分から成り立っているといわれている（下図参照）。

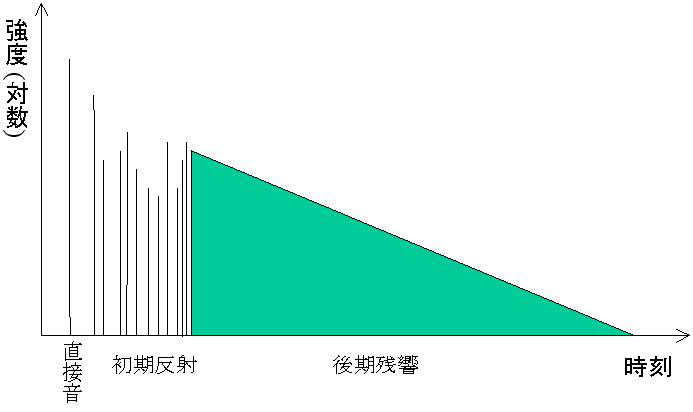
残響の構造

初期反射 (early reflection)
室内では、直接音が聞こえたあと数ミリ秒から100ミリ秒くらいの間に、条件によっては、壁、天井、床などからの数十個の反射を他の音から分離して聞くことができる。これが初期反射である。部屋の形状が直方体であれば、1回反射は6個だけだが、より複雑な形状・または家具などがある部屋では反射音の数が増え、また壁などで複数回反射した音も聞こえる。初期反射は直接音とまとめて、ひとつの流れの音として認知されるという。
後期残響 (late reverberation)
直接音が聞こえてから 150ミリ秒以上過ぎたころには、音は多数回反射し、反射音の数も増えているため、もはや個々の音を区別して聞くことはできない。また、音は等角反射するだけでなく、壁・天井などでも散乱されるため、残響の構造はさらに複雑になる。これらによって構成されるのが、後期残響である。このような後期の残響は、方向・位相がランダムで指数関数的に減衰する音によってモデル化される。後期残響は直接音とは異なる系統の音として認知されるという。
後期残響が直接音に対して、 60デシベル減衰するまでの時間を残響時間と呼ぶ。残響時間は、家庭などの小さな部屋では0.5秒程度、音楽用ホールでは数秒程度である。

## 残響の実装方法
- ディレイタップ
- FIR
- IIR